# Betty Boop's Bizzy Bee
Betty Boop's Bizzy Bee (La abeja laboriosa de Betty Boop) es un corto de animación estadounidense de 1932, de la serie de Betty Boop. Fue producido por los estudios Fleischer y distribuido por Paramount Pictures. En él aparecen Betty Boop, Bimbo y Koko el payaso.

## Argumento
La abeja laboriosa es un vagón de tren que funciona como local de comidas. La cocinera del establecimiento es Betty Boop. Bimbo se acerca hasta allí y corteja a Betty. 
La especialidad de la casa son las tortitas de trigo (panqueques), que son servidas, casi exclusivamente, entre una clientela bastante hambrienta que, al final, sufrirá las consecuencias de tanta glotonería.

## Producción
Betty Boop's Bizzy Bee es la segunda entrega de la serie de Betty Boop y fue estrenada el 19 de agosto de 1932.